# Polykrikos
Polykrikos, organismos unicelulares de la superclase Dinoflagellata, clase Dinophyceae, subclase Dinophyceae,  orden Gymnodiniales. Con dos flagelos heterocontos en el sulco y el cíngulo. Los individuos presentan varios núcleos y varios pares de flagelos.
- Datos: Q5550547
- Especies: Polykrikos